# Conthey
Conthey (toponimo francese; in tedesco Gundis, desueto) è un comune svizzero di 8 674 abitanti del Canton Vallese, nel distretto di Conthey del quale è capoluogo.

## Storia
Dal territorio del comune, istituito nel 1815, nel 1862 fu scorporata la località di Vétroz (con la frazione Magnot), divenuta comune autonomo.

## Monumenti e luoghi d'interesse
- Chiesa parrocchiale cattolica di San Severino, eretta nel 1125-1150[1].

## Società

### Evoluzione demografica
L'evoluzione demografica è riportata nella seguente tabella:
Abitanti censiti

## Geografia antropica

### Frazioni
- Aven
- Conthey
  - La Place
  - Le Bourg
  - Plan-Conthey
  - Saint-Séverin
- Daillon
- Derborence
- Erde
- Premploz
- Sensine

## Amministrazione
Ogni famiglia originaria del luogo fa parte del cosiddetto comune patriziale e ha la responsabilità della manutenzione di ogni bene ricadente all'interno dei confini del comune.